# Tomás Lerman
Tomás Lerman (Santa Fe, Argentina; 3 de febrero de 1995) es un futbolista argentino. Juega como mediocampista central y su actual equipo es Tacuarembó de la Segunda División de Uruguay.

## Trayectoria
Hizo inferiores en Unión de Santa Fe hasta llegar a integrar el plantel de Reserva. Tras quedar libre del tatengue, a principios de 2016 se transformó en refuerzo de Libertad de Sunchales, allí estuvo un semestre pero no tuvo chances de debutar en el Federal A y sólo disputó partidos con el equipo de Liga Rafaelina.
A mediados de 2016 emigró a Uruguay para sumarse a la Reserva de Boston River y luego de seis meses, firmó contrato profesional y fue promovido al plantel de Primera. Sin embargo, ante la falta de oportunidades, a principios de 2018 es cedido a préstamo a Central Español de la Segunda División de aquel país. Allí finalmente tuvo su debut como profesional el 3 de marzo, en el empate 1-1 de su equipo ante Plaza Colonia. Ese día ingresó a los 34 del ST en reemplazo de Diego de Souza.
Jugó también en Rentistas de Uruguay, Rampla Juniors de Uruguay, Desamparados de San Juan, Villa Española de Uruguay, Santa Lucía Cotzumalguapa de Guatemala, Potencia de Uruguay y Santiago Morning de Chile.

## Estadísticas
- Actualizado al 20 de agosto de 2025

| Club                      | Div.                | Temporada           | Liga | Liga | Copa Nacional | Copa Nacional | Copa Internacional | Copa Internacional | Total | Total |
| Club                      | Div.                | Temporada           | PJ   | G    | PJ            | G             | PJ                 | G                  | PJ    | G     |
| ------------------------- | ------------------- | ------------------- | ---- | ---- | ------------- | ------------- | ------------------ | ------------------ | ----- | ----- |
| Libertad (S) Argentina    | 3.ª                 | 2016                | 0    | 0    | -             | -             | -                  | -                  | 0     | 0     |
| Libertad (S) Argentina    | Total               | Total               | 0    | 0    | -             | -             | -                  | -                  | 0     | 0     |
| Boston River · Uruguay    | 1.ª                 | 2016                | 0    | 0    | -             | -             | -                  | -                  | 0     | 0     |
| Boston River · Uruguay    | 1.ª                 | 2017                | 0    | 0    | -             | -             | -                  | -                  | 0     | 0     |
| Boston River · Uruguay    | Total               | Total               | 0    | 0    | -             | -             | -                  | -                  | 0     | 0     |
| Central Español · Uruguay | 2.ª                 | 2018                | 11   | 3    | -             | -             | -                  | -                  | 11    | 3     |
| Central Español · Uruguay | Total               | Total               | 11   | 3    | -             | -             | -                  | -                  | 11    | 3     |
| Rentistas · Uruguay       | 2.ª                 | 2019                | 11   | 1    | -             | -             | -                  | -                  | 11    | 1     |
| Rentistas · Uruguay       | Total               | Total               | 11   | 1    | -             | -             | -                  | -                  | 11    | 1     |
| Rampla Juniors · Uruguay  | 2.ª                 | 2020                | 13   | 0    | -             | -             | -                  | -                  | 13    | 0     |
| Rampla Juniors · Uruguay  | Total               | Total               | 13   | 0    | -             | -             | -                  | -                  | 13    | 0     |
| Desamparados Argentina    | 3.ª                 | 2021                | 15   | 0    | -             | -             | -                  | -                  | 15    | 0     |
| Desamparados Argentina    | Total               | Total               | 15   | 0    | -             | -             | -                  | -                  | 15    | 0     |
| Villa Española · Uruguay  | 2.ª                 | 2022                | 24   | 1    | -             | -             | -                  | -                  | 24    | 1     |
| Villa Española · Uruguay  | Total               | Total               | 24   | 1    | -             | -             | -                  | -                  | 24    | 1     |
| Santa Lucía · Guatemala   | 1.ª                 | 2023                | 15   | 1    | -             | -             | -                  | -                  | 15    | 1     |
| Santa Lucía · Guatemala   | Total               | Total               | 15   | 1    | -             | -             | -                  | -                  | 15    | 1     |
| Potencia · Uruguay        | 2.ª                 | 2023                | 12   | 2    | 2             | 1             | -                  | -                  | 14    | 3     |
| Potencia · Uruguay        | Total               | Total               | 12   | 2    | 2             | 1             | -                  | -                  | 14    | 3     |
| Santiago Morning · Chile  | 2.ª                 | 2024                | 12   | 0    | 1             | 0             | -                  | -                  | 13    | 0     |
| Santiago Morning · Chile  | Total               | Total               | 12   | 0    | 1             | 0             | -                  | -                  | 13    | 0     |
| Tacuarembó · Uruguay      | 2.ª                 | 2025                | 14   | 1    | -             | -             | -                  | -                  | 14    | 1     |
| Tacuarembó · Uruguay      | Total               | Total               | 14   | 1    | -             | -             | -                  | -                  | 14    | 1     |
| Total en su carrera       | Total en su carrera | Total en su carrera | 127  | 9    | 3             | 1             | -                  | -                  | 130   | 10    |

## Palmarés
| Título                     | Club      | País    | Año  |
| -------------------------- | --------- | ------- | ---- |
| Ascenso a Primera División | Rentistas | Uruguay | 2019 |